# Corgatha rubecula
Corgatha rubecula là một loài bướm đêm trong họ Erebidae.